# Во власти женщины (фильм)
«Во власти женщины» (норв. Tatt av kvinnen) — фильм норвежского режиссёра Петтера Несса по одноимённому роману Эрленда Лу. Премьера фильма в Норвегии состоялась 7 сентября 2007 года, премьера фильма в России — 26 июня 2008 года.

## Сюжет
Простой, спокойный парень (которому Эрленд Лу даже не удосужился дать имя) живёт своей спокойной, размеренной жизнью, пока в неё не врывается девушка по имени Марианна. Она любит тишину и любит поговорить. Она утомляет его и выводит из себя. Она переезжает к нему и превращает его жизнь в кошмар. Уже одно то, что её вычурный комод совершенно не вписывается в интерьер его комнаты, не даёт ему спокойно спать. Однако сколько он ни пытается избавиться от комода, он даже не может оторвать его от пола!
Постепенно он учится с ней жить, мириться и получать удовольствие. Они вместе едут путешествовать по Европе, переживая разные маленькие радости и ссоры. В середине пути они решают разделиться и путешествовать каждый отдельно, и тут он понимает, что ему по-настоящему не хватает Марианны.
Возвратившись домой первым, он не может её дождаться, но она, вернувшись, уже успела охладеть к нему. 
Превратив его жизнь в хаос сначала своим появлением, Марианна так же стремительно уходит, и ему опять нужно учиться. Учиться жить без неё. Поначалу у него получается, он даже находит себе новую девушку - вульгарную и умственно ограниченную, но в итоге ничего не помогает: он сохнет по Марианне, променявшей его на живущего на уединённом островке орнитолога, изучающего орланов. Комод Марианны, который она не сочла нужным забрать, подаётся уже на то, чтобы немного приподнять его, но выбросить его по-прежнему не получается...
Внезапно Марианна бросает орнитолога и возвращается к нему, заявляя, что беременна, но не от него! В этот момент герой совершает нечеловеческое усилие и выбрасывает несносный комод Марианны из окна! Марианна же мчится вниз, успевает поймать комод, берёт его и наконец окончательно уходит из жизни героя. Он же уезжает к девушке, с которой познакомился во Франции во время путешествия.
Это альтернативная концовка: в романе, по которому сделана экранизация, герой оказывается более слабовольным и принимает Марианну, соглашаясь в будущем воспитывать не своего ребёнка.

## В ролях
| Актёр                 | Роль     |
| --------------------- | -------- |
| Тронд Фауса Аурвог    | Он       |
| Мариан Состад Оттесен | Марианна |
| Петер Стормаре        | Гленн    |
| Хенрик Местад         | Тор      |
| Луиз Моно             | Мирлинда |
| Ингар Хельге Гимле    | Халфред  |